# Thần điêu đại hiệp (phim truyền hình 1995)
Thần điêu đại hiệp (tiếng Trung: 神鵰俠侶, tiếng Anh: Return of the Condor Heroes) là một bộ phim truyền hình Hồng Kông do Đài truyền hình TVB sản xuất và phát hành vào năm 1995 dựa theo Tiểu thuyết Thần điêu hiệp lữ của Nhà văn Kim Dung.
Đây là lần thứ 2 Đài TVB chuyển thể tiểu thuyết này, sau bản thành công và trở thành kinh điển của bộ phim được phát hành trước đó vào năm 1983 do Lưu Đức Hoa vai Dương Quá và Trần Ngọc Liên vai Tiểu Long Nữ.

## Diễn viên

### Đảo Đào Hoa
- Bạch Bưu (Jason Pai Piao) vai Quách Tĩnh
- Ngụy Thu Hoa vai Hoàng Dung
- Phó Minh Hiến (Gigi Fu Ming-Hin) vai Quách Phù
- Lý Ỷ Hồng vai Quách Tương
- Ngô Gia Lạc vai Quách Phá Lỗ
- Giang Nghị vai Kha Trấn Ác
- Ngô Gia Huy (Ng Ga-Fai) vai Võ Đôn Nho (đại Võ)
- Lý Gia Cường vai Võ Tu Văn (tiểu Võ)
- Lưu Giang vai Võ Tam Thông
- Lý Lệ Lệ (Lily Li) vai Tam Nương

#### Cái bang
- Ngu Thiên Vỹ vai Lỗ Hữu Cước
- Lương Khâm Kỳ vai Hà Sư Ngả

### Phái Cổ Mộ
- Lý Nhược Đồng vai Tiểu Long Nữ (Cô cô)
- Cổ Thiên Lạc vai Dương Quá (Quá nhi)
- Tuyết Lê (Suet Lee) vai Xích luyện tiên tử Lý Mạc Sầu
- Lý Gia Anh (Lee Gwai-Ying) vai Hồng Lăng Ba (đệ tử Lý Mạc Sầu)
- Phùng Tố Ba vai Tôn bà bà
- Phùng Hiểu Văn (Michelle Fung Hiu-Man) vai Lâm Triều Anh

### Toàn Chân giáo
- Toàn Chân thất tử
- Đới Chí Vỹ vai Triệu Chí Kính
- Trần Khải Thái vai Doãn Chí Bình
- La Quân Tả vai Lộc Thanh Đốc
- Lý Diệu Kính (Lee Yiu-King) vai Vương Trùng Dương

### Tuyệt Tình cốc
- La Lan vai Cầu Thiên Xích
- Trương Dực (Chang Yi) vai Công Tôn Chỉ
- Tô Ngọc Hoa vai Công Tôn Lục Ngạc
- Trịnh Gia Sinh (Cheng Ka-Sang) vai Phàm Nhất Ông
- Lương Tuyết Mi (Koei Leung Suet-Mei) vai Nhu Nhi
- Trịnh Lôi (Cheng Lei) vai Từ Ân / Cầu Thiên Nhẫn

### Thiên hạ Ngũ Tuyệt
- Lạc Ứng Quân vai Hoàng Dược Sư (Đông tà)
- Chu Thiết Hòa vai Âu Dương Phong (Tây độc)
- Lê Hán Trì vai Nhất Đăng Đại sư / Đoàn Trí Hưng (Nam đế)
- Lưu Đan (Lau Dan) vai Hồng Thất Công (Bắc cái)
- Lê Diệu Tường vai Lão ngoan đồng Chu Bá Thông

### Mông Cổ
- Lưu Gia Huy vai Kim Luân Pháp Vương
- Vương Chung Hồng (Wong Chung-Hong) vai Đạt Nhĩ Ba
- Lỗ Chấn Thuận vai Hoắc Đô
- Huỳnh Trí Hiền vai Hốt Tất Liệt
- Quan Tinh (Kwan Ching) vai Tiêu Tương Tử
- Trương Hồng Xương (Homer Cheung Hong-Cheong) vai Doãn Khắc Tây
- Lý Tử Kỳ (Lee Ji-Kei) vai Ni Ma Tinh
- Lưu Xuân Hùng (Houston Liu Chun-Hung) vai Mã Quang Tá
- Trần Địch Khắc (Chan Dik-Hak) vai Sa Thông Thiên

### Các nhân vật khác
- Lý Hải Sanh (Lee Hoi-Sang) vai Khô Mộc Đại sư
- Lý Tử Hùng vai Lục Triển Nguyên
- Trương Diên (Zhang Yan) vai Hà Nguyên Quân
- Trương Khả Di vai Trình Anh
- Giản Bội Quân (簡佩筠) vai Lục Vô Song
- Chiêm Bỉnh Hy (Chim Bing-Hei) vai Gia Luật Tề
- Thái Vân Hạ (Cai Yun-Xia) vai Gia Luật Yến
- Hà Khiết San (He Jie-Shan) vai Hoàn Nhan Bình
- Trần Trung Kiên (Chan Chung-Kin) vai Gia Luật Sở Tài
- Lý Quốc Lân vai Phùng Mạc Phong
- Trần An Oánh vai Cô khùng
- Mã Hải Luân vai Anh cô
- Lương Kiện Bình vai Lục Quán Anh
- Lương Thiếu Địch vai Hà Phát Bạch
- Bác Quân vai Hàn khất cái
- Du Biểu vai Trần khất cái
- Đặng Dục Vinh vai Đại đầu quỷ
- Chu Lạc Huy vai Dục thần quỷ
- Lưu Quế Phương vai Tiếu ngạo quỷ
- Hứa Thực Hiền vai Vô thường quỷ
- Lương Minh Hoa vai Sử Uy
- Trần Vĩnh Hân vai Sử Mãnh
- Đới Diệu Minh vai Sử Kiếm
- Lục Hi Dương vai Sử Tiệp
- Hà Chưởng Quân vai Sử Cường
- Mạch Gia Luân vai Bách Thảo Tiên
- Vu Phong vai Thánh Nhân Sư thái
- Thạch Vân vai Cẩu nhục đầu đà
- Hoàng Thiên Đạc vai Nhân trù tử

## Nhạc phim
Bài hát chính của bộ phim là: "Thần thoại Tình thoại" (神話情話) nhạc của Châu Hoa Kiện và lời của Tề Dự, do Châu Hoa Kiện và Tề Dự trình bày
- Lời bài hát:

神話情話 - 周華健/齊豫
合：愛是愉快是難過是陶醉是情緒
或在日後視作傳奇
愛是盟約是習慣是時間是白髮
也叫你我乍驚乍喜
完全遺忘自己
竟可相許生與死
來日誰來問起
天高風急雙雙遠飛
愛是微笑是狂笑是傻笑是玩笑
或是為著害怕寂寥
愛是何價是何故在何世又何以
對這世界雪中送火
誰還祈求什麼
可歌可泣的結果
誰能承受後果
翻天覆海不枉最初
呀呀......
A a...
有你有我雪中送火
男：愛在迷迷糊糊 磐古初開便開始
這浪浪漫漫舊故事
愛在朦朦朧朧前生今生和他生
怕錯過了也不會知
男：跌落茫茫紅塵南北西東亦相依
怕獨自活著沒意義
女：愛是來來回回情絲一絲又一絲
合：至你與我至生永不闊別時.

## Vai diễn
- Cổ Thiên Lạc - vai Dương Quá:chính nhờ sự trẻ trung, tinh nghịch và diễn xuất khá tốt, Dương Quá của Cổ Thiên Lạc trở nên nổi tiếng. Chính nhờ vai diễn này, Cổ Thiên Lạc được khán giả biết đến và nổi tiếng.[1]
- Lý Nhược Đồng - vai Tiểu Long Nữ: Diễn cặp với Cổ Thiên Lạc trong Thần điêu đại hiệp năm 1995. Vai diễn giúp Lý Nhược Đồng trở nên nổi tiếng hơn với công chúng trong và ngoài nước.
- Ngụy Thu Hoa - Hoàng Dung: Có thể nói, Ngụy Thu Hoa xuất hiện trong các phim truyền hình khá ít nhưng vai diễn này để lại ấn tượng trong lòng khán giả với một Hoàng Dung trung niên vẫn thông minh xuất chúng. Rất tiếc, sau vai diễn, Ngụy Thu Hoa rất ít xuất hiện trong các phim sau của TVB.
- Tuyết Lê - Lý Mạc Sầu: Tuyết Lê trong vai diễn này đã thể hiện thành công vai diễn này, nhiều khán giả đã nhận xét, có lẽ Lý Mạc Sầu là vai diễn tiêu biểu của Tuyết Lê. Tuyết Lê đã thể hiện thế giới nội tâm của Lý Mạc Sầu khá ấn tượng hơn cả Lữ Hữu Huệ vai Lý Mạc Sầu trong phiên bản Thần điêu đại hiệp 1983.